# クルシュー潟越えの追撃戦
クルシュー潟越えの追撃戦（独: Jagd über das Kurische Haff）はスコーネ戦争末期の1679年における、ブランデンブルク選帝侯フリードリヒ・ヴィルヘルム率いるブランデンブルク＝プロイセンとスウェーデンの間で生起した一連の戦闘である。

## 背景
スウェーデンのヘンリク・ホルン元帥は1678年、16,000名を率いて東プロイセンに進攻し、全ての要塞を占領し、プロイセンの首都であるケーニヒスベルクを脅かした。プロイセン公領では戦争の間、微弱な戦力しか展開しておらず、リヴォニアから迫るスウェーデン軍を撃退するだけの余力がなかったのである。スウェーデンはプロイセン公領を征服するべく、この進攻をもってポーランド・リトアニアを味方につけようとしていた。ポーランド王ヤン3世はこれに応じることを考慮したものの、参加するだけの予備兵力が無かった。露土戦争において追求する目標があったからである。
1678年10月、リヴォニアで召集された12,000名から16,000名の軍勢はヘンリク・ホルン元帥に率いられ、クールラントに向けて進撃を開始した。そして11月15日にはメーメルの北方でプロイセン公領との境を越える。プロイセン側の抵抗は弱く、進軍に問題は生じなかった。しかしシュトラールズントがプロイセン軍に降伏したことが伝わると、ポーランド・リトアニアはオスマン帝国と講和した後もスウェーデンとの同盟を避けた。なぜならシュトラールズントの攻略によって、スウェーデン領ポメラニア防衛という、スウェーデンの本来の戦略目標が不要になったからである。これによってスウェーデンは、独力で余力を得たプロイセン軍と対峙せねばならなかった。この戦況の変化に応じる形で、ケーニヒスベルクに向かうスウェーデン軍は進撃を停止する。ホルン元帥には本国から、プロイセン領内で冬営に入り、守勢を保つよう命令が下った。

## クルシュー潟の横断
スウェーデン軍襲来の急報は1678年12月、スウェーデン側のシュテッティーン要塞を攻囲中であったフリードリヒ・ヴィルヘルムに届いた。彼は4年前、スウェーデン軍を辺境伯領から撃退した時と同じように凍てつく寒さと冬営の慣行を突き、「迅速な騎行」をもってこれを東プロイセンから追い払おうと決断する。そして12月中旬、9,000名の兵と大砲30門を伴い、ベルリンからプロイセンに向った。1月20日にはヴァイクセル川を渡り、歩兵の最初の召集地であったマリーエンヴェルダーに至る。選帝侯はここで、後に有名となった「大橇行」（Große Schlittenfahrt）の準備を整えた。
現地の総督や市参事会に宛てた書簡の中で、侯は自軍のため1,100台の橇と馬600頭から700頭を用意するよう命じている。そして12月30日には進軍を開始した。1679年1月10日にはマリーエンヴェルダーで、オーダー川からヴァイクセル川まで急ぎ引き連れてきた小さな軍勢の閲兵を行っている。その他、侯はケーニヒスベルクに配置されていたゲルツケ中将率いるブランデンブルク騎兵3,000名に、退却するスウェーデン軍の即時追撃を命じた。同軍は選帝侯の到着が報じられると、リヴォニアに向けて撤退を開始し、1679年1月29日にティルズィットに入っていたのである。この敵軍の包囲と捕縛はもう検討に入らなくなっていたため、重要なのはスウェーデン軍に追い付くことであった。選帝侯は強行軍でブラウンスベルク、続いてハイリゲンバイルに至ると、時間を節約するためカルベンから橇に乗ってヴィスワ潟を渡る。
ブランデンブルクの騎兵隊は命令に従い、スウェーデン軍に追い付こうとした。選帝侯がケーニヒスベルクに到着したのは1月16日のことである。続いて自軍を3つに分けると、ティルズィットを占領して休養に入っていたスウェーデン軍の追撃を再開した。プロイセン側の3つの軍団は先鋒1,000名と本来の前衛3,000名および主力軍、約5,000名に分けられていた。先鋒はヨアヒム・ヘンニゲス・フォン・トレッフェンフェルト大佐、前衛はゲルツケ中将、主力はデアフリンガー元帥と選帝侯自らが率いていた。そして10日前にヴィスワ潟を渡った時と同じように、ラビアウとギルゲの間でクルシュー潟を越える。トレッフェンフェルト大佐指揮下の騎兵1,000名から構成された先遣部隊は主力の到着を待たず、ティルズィットで宿営していたスウェーデン軍の諸連隊を襲撃し、打ち破った。この戦いでスウェーデン軍は数百名を失っている。
翌日、ゲルツケ中将と先の勝利に報いて少将に昇進していたトレッフェンフェルト率いる、ブランデンブルク騎兵は撤退中のスウェーデン軍を改めて襲う。シュプリッターの戦いではスウェーデンの将兵1,000名が戦死し、300名が捕虜となり、大砲5門が鹵獲された。続いて1月21日、ゲルツケ中将はハイデクルークの戦いで敵軍の後衛を攻撃し、その半数を殲滅する。スウェーデン軍はリトアニア領を経由して退却を継続した。これを受けて選帝侯は2月2日、追撃を中止する。自軍においても補給の不足、寒さと病気の蔓延が無視できなくなっていたからであり、その後はプロイセンで宿営に入った。スウェーデン軍に対しては、もはやシューニンク少将指揮下の騎兵、1,500名から構成される小規模な分遣隊に追撃させるのみであった。この分遣隊は2月7日、ジェマイティヤのテルシェイでスウェーデン軍の後衛と交戦している。そしてリガまで8マイルの地点で追撃を止め、メーメルに向けて2月12日に撤退を開始した。この早期撤退をもってシューニンク少将はゲルツケ中将の命令に反し、メーメルに居る間に選帝侯の指示によって逮捕される。この逸話は、同時代の著述家によって「戦略的に有利な時、余りにも早く撤退する」ことを指す「シューニンク機動」という罵倒表現が広められるきっかけとなった。
一連の戦闘の結果、かつては12,000名から16,000名を数えたホルン元帥指揮下のスウェーデン軍の内、リヴォニアのスウェーデン領に戦闘可能な状態で帰還したのは騎兵1,000名と歩兵500名のみであった。

## 戦いの意義
この戦役がスコーネ戦争の戦況に与えた意味は、双方の陣営にとってほとんど無かった。スウェーデン側の目的が主にシュトラールズントの包囲を解き、友軍部隊に加えられた圧力を払うことにあっても、プロイセン地方の征服は、それが果たせなければ上手くいかないものであった。それでも大選帝侯の豪胆な戦役は、早くも同時代人の称賛を博している。一般的に、冬季の遠征や戦闘は不可能とされていた。しかし、クルシュー潟の凍結こそがブランデンブルク＝プロイセン軍の進撃を著しく速めたのである。そのため、冬営中の敵軍は完全な奇襲を受けることになった。続く数世紀にわたってこの戦いはその豪胆さゆえに称揚された。その一例は、ベルリンの栄誉の殿堂にあった壁画であった。大選帝侯の橇は1945年まで、ケーニヒスベルク城におけるプロイセン軍の栄誉の殿堂に存在したモスコヴィーターザールで展示されていた。

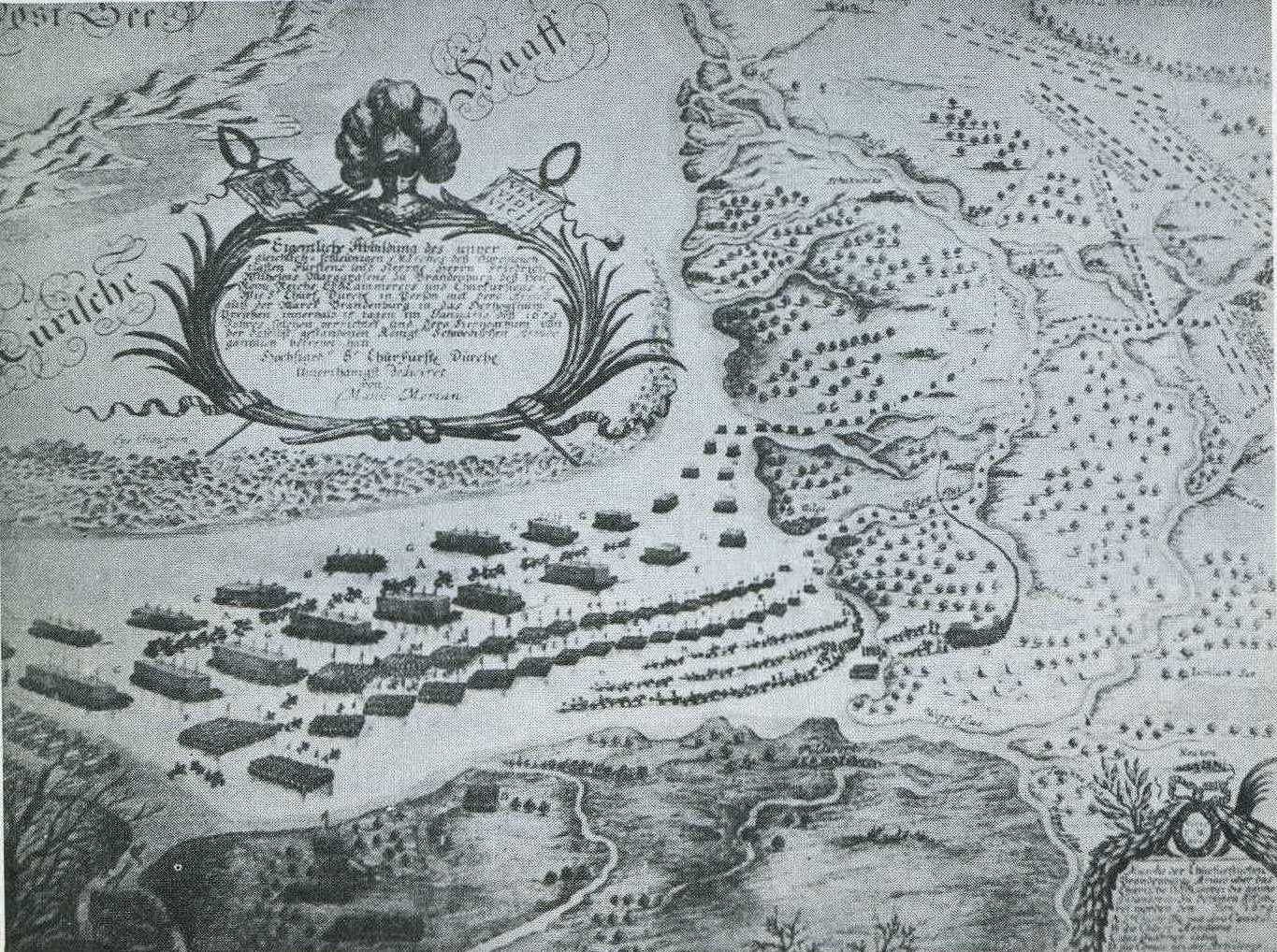
クルシュー潟越えを描いた同時代の絵画。
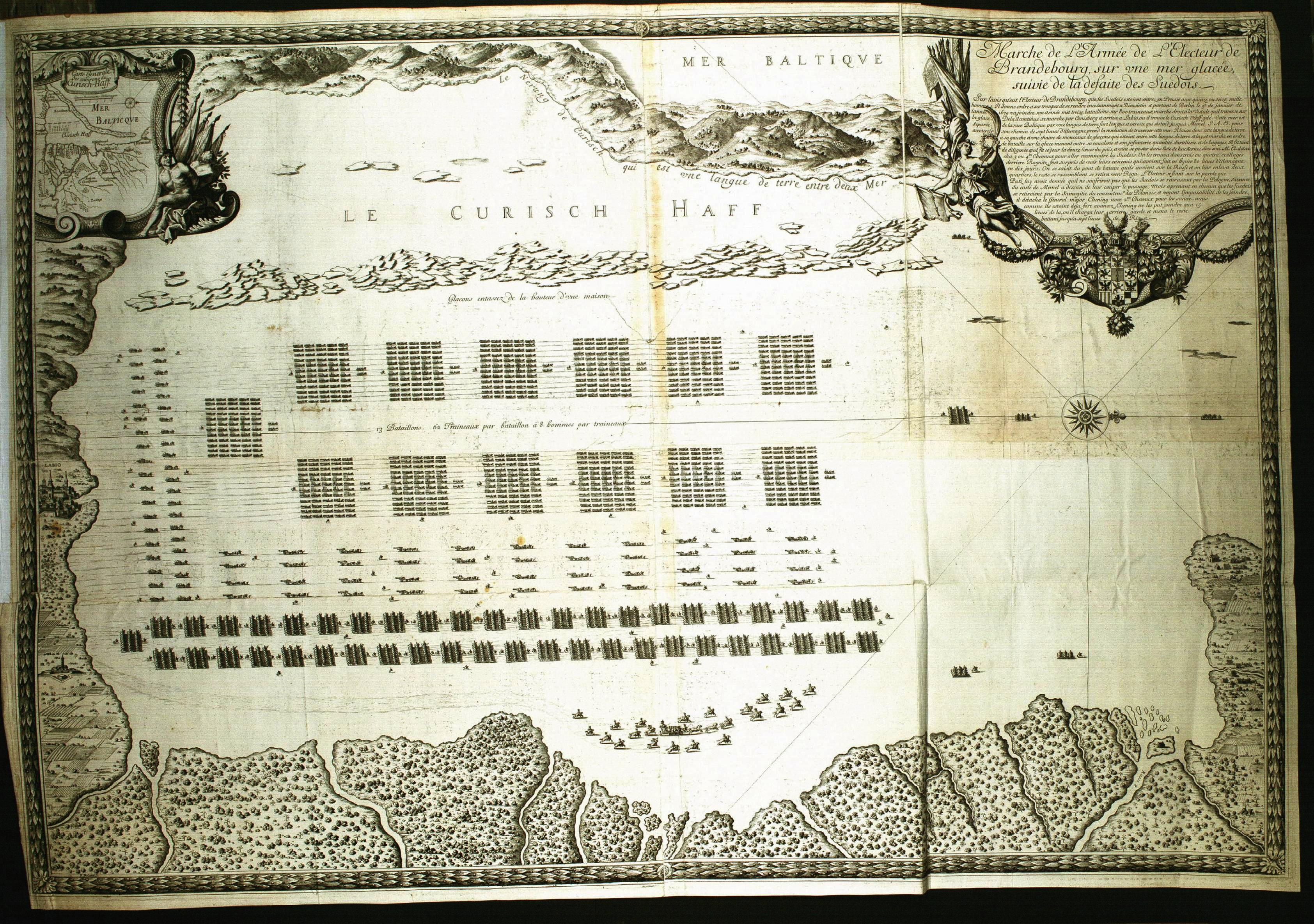
ブランデンブルク軍の進軍。
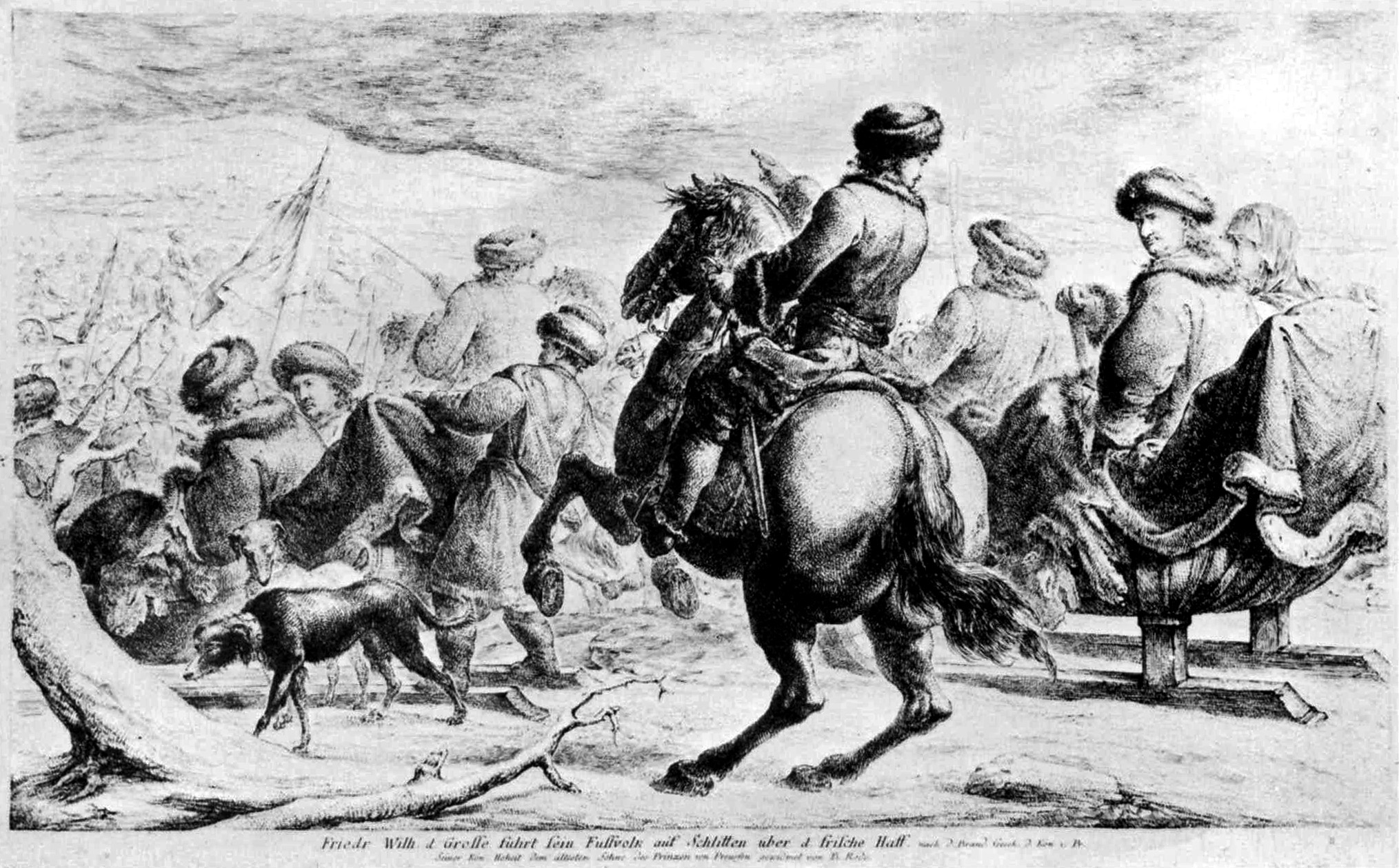
凍結した潟でブランデンブルク＝プロイセン軍を率いる選帝侯フリードリヒ・ヴィルヘルム。
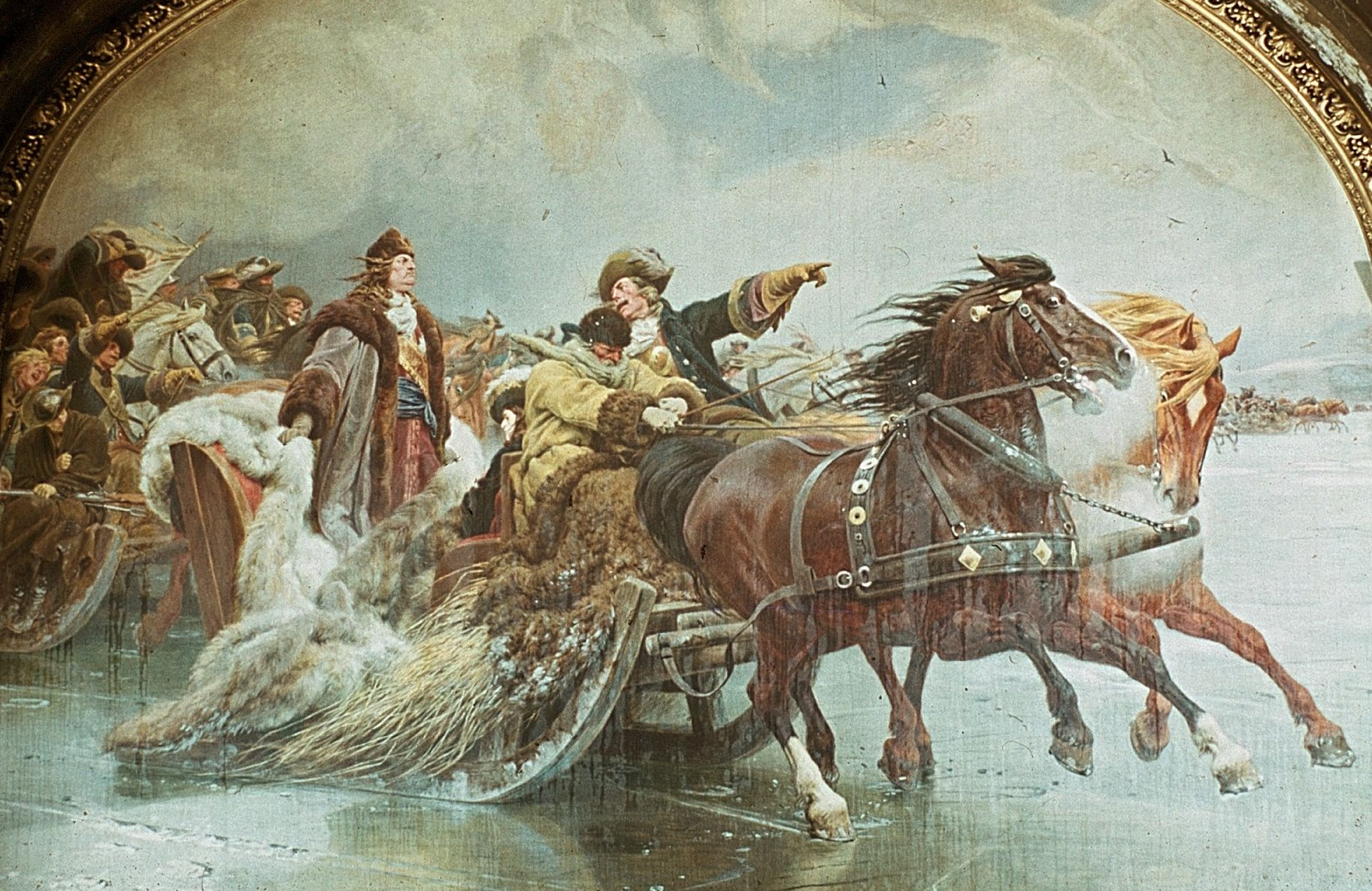
フリードリヒ・ヴィルヘルムの壁画。ヴィルヘルム・ズィンムラーの作品で、かつて栄誉の殿堂に存在した。